# 配属
| ウィキペディアには「配属」という見出しの百科事典記事はありません（タイトルに「配属」を含むページの一覧/「配属」で始まるページの一覧）。 代わりにウィクショナリーのページ「配属」が役に立つかもしれません。 |